# Principios policiales de Peel

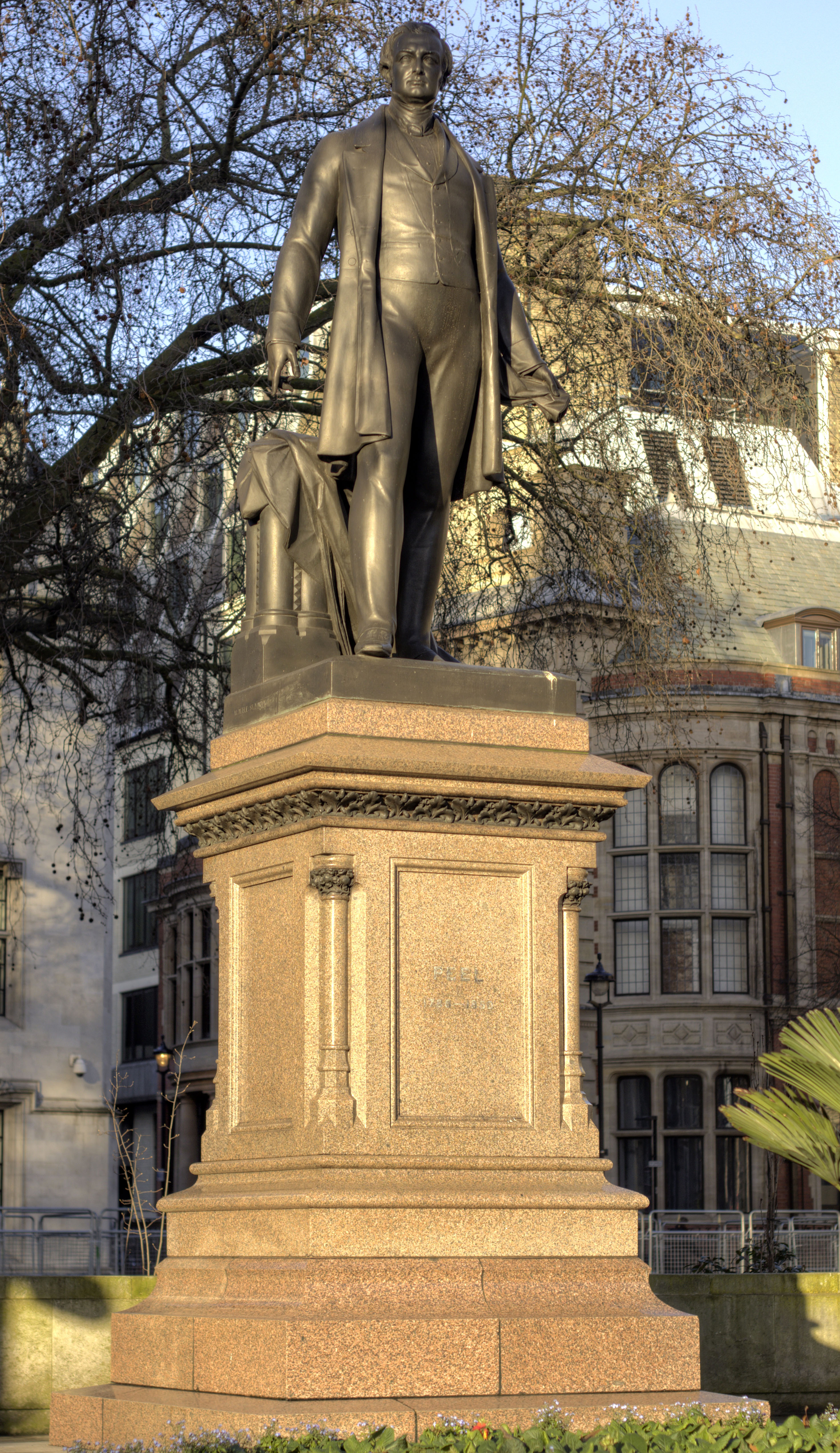
Estatua de Robert Peel

Los Principios Policiales de Peel describen la filosofía que Robert Peel desarrolló para definir la ética de una fuerza policial. Los principios que tradicionalmente se atribuyen al discurso de Peel son:
- Todo agente de policía debe llevar visible una placa con su número, para asegurar así la responsabilidad de sus acciones.
- La efectividad de la policía no se mide por el número de arrestos sino por la ausencia de crimen.
- Por encima de todo, una figura de autoridad efectiva se debe basar en ser el paradigma de la confianza y la responsabilidad. Así pues, el principio más citado de Peel es: La policía es la ciudadanía y el ciudadano es el policía.

Sin embargo, se ha propuesto que la autoría de la lista de los principios de Peel se debe más a estudiosos sobre la policía del siglo veinte que al propio Peel; aunque Peel argumentó el espíritu de alguno de estos principios en sus discursos y en otros medios, investigadores como Lentz y Chaires no han encontrado evidencias de que confeccionase formalmente una lista.

## Principios de la policía
1. La misión principal por la que existe la policía es prevenir el crimen y el desorden.
2. La habilidad de la policía para realizar sus funciones depende de la aprobación pública de sus acciones.
3. La policía debe asegurarse la cooperación voluntaria del público en la observancia de la ley para ser capaz de mantener su respeto.
4. El grado de colaboración y aprobación del público disminuye proporcionalmente con la necesidad del uso de la fuerza.
5. La policía consigue y mantiene una opinión pública favorable no satisfaciendo los distintos deseos sino por la demostración constante del servicio a la ley absolutamente imparcial.
6. La policía solo debe usar la fuerza para mantener la ley y el orden cuando sea absolutamente necesario y únicamente cuando el uso de la persuasión, el consejo y la advertencia se haya visto insuficiente.
7. La policía, en todo momento, debe mantener una relación con el público que haga realidad la tradición de que la policía es la ciudadanía y el ciudadano es el policía. Los policías simplemente son miembros de la ciudadanía a los que se les paga para que presten plena dedicación a los deberes que incumben a todos y cada uno de los ciudadanos en aras del bienestar y la coexistencia de la comunidad.
8. La policía debe restringir de forma estricta su actuación a sus funciones concretas sin usurpar nunca los poderes de la judicatura.
9. La prueba de la efectividad de la policía está en la ausencia de crimen y desorden, no en la acción evidente de la policía tratando con la delincuencia.[2]